# Miss España 2004
Miss España 2004 fue la 44.ª edición del certamen de belleza Miss España. Se llevó a cabo el 29 de marzo de 2004 en el complejo turístico Marina d'Or, Oropesa del Mar. María Jesús Ruiz Garzón, representante de la provincia de Jaén fue la ganadora, la cual representó a España en el certamen Miss Universo 2004. La primera finalista representó al país en el Miss Mundo 2004 y la segunda finalista representó al país en el Miss Internacional 2004. Las top 6 representaron al país en el Miss Tierra, Miss Intercontinental y el Miss Europa del 2004.

## Resultados
| Resultados Final | Candidata |
| ---------------- | --- |
| Miss España 2004 | Jaén - M.ª Jesús Ruiz |
| 1.a Finalista    | Barcelona - Mayte Medina |
| 2.a Finalista    | Melilla - Farah Ahmed |
| Top 6            | Orense - Arancha Amoedo Sevilla - Cristina Torres Valencia - Ilda Herrera |
| Top 12           | Alicante - Candela López Cantabria - Vanesa Martínez Castellón - Paula Plana Córdoba - Ma. Ángeles Blanco Madrid - Sandra Almaraz Salamanca - Estefanía López                               |
| Top 20           | Ávila - Laura Díaz Baleares - Eugenia Rojas Ceuta - Desirée Fernández Las Palmas - Patricia Rivero León - Pilar Ibáñez Soria - Julia Rubio Tenerife - Vanesa Pérez Zamora - Illana Villalón |

## Premios especiales
| Resultado       | Candidata                |
| --------------- | ------------------------ |
| Miss Simpatía   | Guipúzcoa - María García |
| Miss Fotogénica | Huelva - Ana Morano      |

## Jurado
- María Conchita Alonso
- Raúl Fuentes Cuenca
- Antonio Gómez Abad
- María Giménez
- Jesús Ger
- Manuel Llamas
- Lydia Lozano
- Vania Millán
- Javier de Montini
- Juan Ricardo
- Antonio Pernas

## Candidatas
(En la lista se utiliza su nombre completo, los sobrenombres van entrecomillados y los apellidos utilizados como nombre artístico, entre paréntesis; fuera de ella se utilizan sus nombres «artísticos» o simplificados).
| Provincia   | Candidata                       | Edad | Estatura        |
| ----------- | ------------------------------- | ---- | --------------- |
| Álava       | Sara Gregorio                   | 20   | 1,72 m (5′ 8″)  |
| Albacete    | Esperanza Escribano Sánchez     | 25   | 1,77 m (5′ 10″) |
| Alicante    | Candela López Perea             | 19   | 1,74 m (5′ 9″)  |
| Almería     | Cristina Acosta Segura          | 26   | 1,71 m (5′ 7″)  |
| Asturias    | Tara María González             | 25   | 1,79 m (5′ 10″) |
| Ávila       | Laura Díaz Vegas                | 21   | 1,78 m (5′ 10″) |
| Badajoz     | Vanesa Sala Mira                | 26   | 1,78 m (5′ 10″) |
| Baleares    | Eugenia Rojas Moreno            | 19   | 1,84 m (6′ 0″)  |
| Barcelona   | Mayte Medina                    | 24   | 1,85 m (6′ 1″)  |
| Burgos      | Lorena Güemes Temido            | 26   | 1,80 m (5′ 11″) |
| Cáceres     | Paula María Pérez Jiménez       | 22   | 1,71 m (5′ 7″)  |
| Cádiz       | Sheila Maqueda Castaño          | 26   | 1,79 m (5′ 10″) |
| Cantabria   | Vanesa Martínez                 | 26   | 1,76 m (5′ 9″)  |
| Castellón   | Paula Plana Campos              | 26   | 1,73 m (5′ 8″)  |
| Ceuta       | Desirée Fernández Fernández     | 25   | 1,74 m (5′ 9″)  |
| Ciudad Real | Sara Morales Fernández          | 25   | 1,78 m (5′ 10″) |
| Córdoba     | María de los Ángeles Blanco Ros | 18   | 1,72 m (5′ 8″)  |
| Cuenca      | Pilar Ponce Sevilla             | 19   | 1,85 m (6′ 1″)  |
| Gerona      | Verónica López                  | 19   | 1,78 m (5′ 10″) |
| Granada     | Luisa Omara Herrera             | 26   | 1,70 m (5′ 7″)  |
| Guadalajara | María Luisa García Pérez        | 26   | 1,81 m (5′ 11″) |
| Guipúzcoa   | María García Trujillo           | 26   | 1,83 m (6′ 0″)  |
| Huelva      | Ana María Morano                | 22   | 1,79 m (5′ 10″) |
| Huesca      | Ana Carolina Gil Abreu          | 18   | 1,79 m (5′ 10″) |
| Jaén        | María Jesús Ruiz Garzón         | 21   | 1,79 m (5′ 10″) |
| La Coruña   | Gabriela Varela Castro          | 25   | 1,81 m (5′ 11″) |
| La Rioja    | Bernardete Tallares Blanes      | 21   | 1,78 m (5′ 10″) |
| Las Palmas  | Patricia Rivero de la Cruz      | 22   | 1,73 m (5′ 8″)  |
| León        | Pilar Ibáñez Reguera            | 26   | 1,77 m (5′ 10″) |
| Lérida      | Laura Cortado                   | 22   | 1,75 m (5′ 9″)  |
| Lugo        | Verónica Iglesis Méndez         | 19   | 1,80 m (5′ 11″) |
| Madrid      | Sandra Almaraz                  | 26   | 1,84 m (6′ 0″)  |
| Málaga      | Susana Guirado Lucena           | 26   | 1,80 m (5′ 11″) |
| Melilla     | Farah Ahmed                     | 26   | 1,79 m (5′ 10″) |
| Murcia      | Rosa María Dos Santos           | 26   | 1,79 m (5′ 10″) |
| Navarra     | Amparo López                    | 25   | 1,74 m (5′ 9″)  |
| Orense      | Arancha Amoedo Testa            | 22   | 1,84 m (6′ 0″)  |
| Palencia    | Vanesa Blanco                   | 25   | 1,82 m (6′ 0″)  |
| Pontevedra  | Angelica Ferrano                | 24   | 1,75 m (5′ 9″)  |
| Salamanca   | Estefanía López Gómez           | 19   | 1,79 m (5′ 10″) |
| Segovia     | María Nieves Torres Ramo        | 25   | 1,84 m (6′ 0″)  |
| Sevilla     | Cristina Torres Domínguez       | 25   | 1,76 m (5′ 9″)  |
| Soria       | Julia Rubio Sanz                | 18   | 1,82 m (6′ 0″)  |
| Tarragona   | Miriam Morales                  | 20   | 1,78 m (5′ 10″) |
| Tenerife    | Vanesa Alejandra Pérez López    | 23   | 1,78 m (5′ 10″) |
| Teruel      | Elena Cecilia Martínez          | 18   | 1,81 m (5′ 11″) |
| Toledo      | Inmaculada García Sánchez       | 19   | 1,84 m (6′ 0″)  |
| Valencia    | Ilda Herrera                    | 22   | 1,73 m (5′ 8″)  |
| Valladolid  | Beatriz Sanz del Río            | 22   | 1,76 m (5′ 9″)  |
| Vizcaya     | Aída Aguirre                    | 25   | 1,85 m (6′ 1″)  |
| Zamora      | Illana Villalón Hidalgo         | 24   | 1,80 m (5′ 11″) |
| Zaragoza    | Sofía Espinal                   | 21   | 1,84 m (6′ 0″)  |